# 菲利皮科斯
菲利皮科斯（希臘語：Φιλιππικός）是一位拜占庭帝国皇帝（711年～713年在位），原名巴尔达尼斯，生身于亚美尼亚贵族。
在第一次反对查士丁尼二世皇帝的起义爆发时，巴爾達尼斯就试图夺取皇位。这些都导致他被提比略·阿西马（即提比略三世）放逐到凯法利尼亚岛，后来又因為查士丁尼的命令流放到克里米亞半島。在这里，巴尔达尼斯改名菲利皮科斯，在可萨人的帮助下，成功地煽动了人民起义。叛军成功地占领君士坦丁堡，查士丁尼被迫逃亡，菲利皮科斯篡夺了皇位。查士丁尼后来被逮捕并斩首；他的儿子提比略也被菲利皮科斯的两名手下约安尼斯和莫罗斯逮捕，在一个教堂里被处决。
菲利皮科斯罢黜君士坦丁堡的东正教大主教塞勒斯的行動得到和他同为自己教派的约翰六世的支持，并召集东部主教会议，废除了第六次基督教会议的教规。罗马教会也因此拒绝承认新皇帝和他的大牧首。保加利亚人特维尔在712年洗劫了君士坦丁堡的城墙。当菲利比库斯将一支军队从奥普西金军区转移到巴尔干半岛去管辖时，倭马亚王朝的瓦利德一世在小亚细亚薄弱的防御体系取得进展。
713年5月下旬，奥普西金军区的军队在色雷斯起义。713年6月，当菲利皮科斯在竞技场的时候，叛军人员进入了城市，并刺瞎了他。重臣阿泰米斯後來成为皇帝阿纳斯塔修斯二世。同年菲利皮科斯去世。
| 菲利皮科斯 二十年動亂期出生于：?逝世於：713年 | 菲利皮科斯 二十年動亂期出生于：?逝世於：713年 | 菲利皮科斯 二十年動亂期出生于：?逝世於：713年 |
| 統治者頭銜                                    | 統治者頭銜                                    | 統治者頭銜                                    |
| --------------------------------------------- | --------------------------------------------- | --------------------------------------------- |
| 前任者： 查士丁尼二世                         | 拜占庭帝國皇帝 711年12月11日–713年6月3日      | 繼任者： 阿纳斯塔修斯二世                     |

1. ↑  Edward Gibbon <羅馬帝國衰亡史>(五) P15